# Бічерін

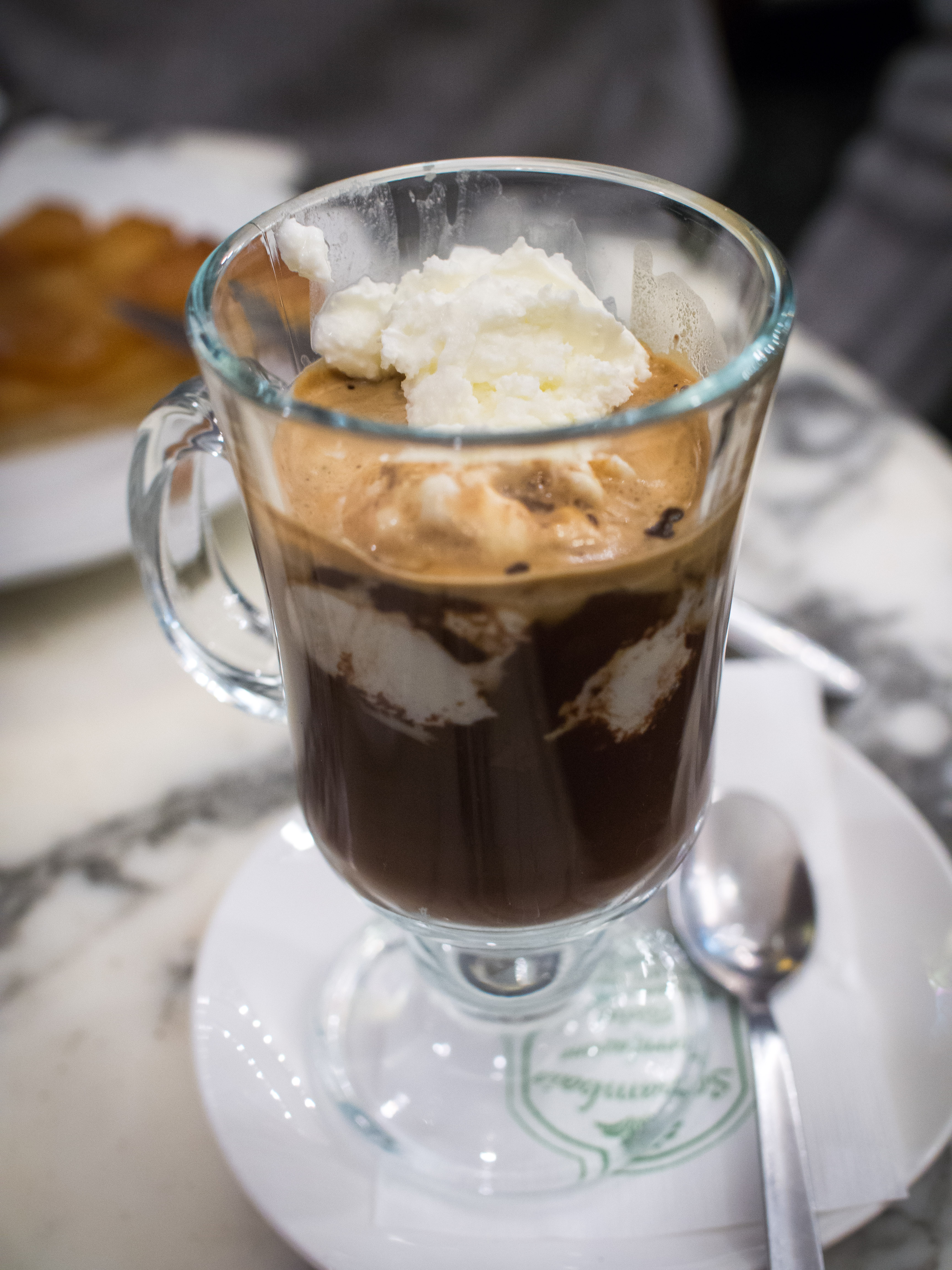
Бічерін

Бичерін (італ. Bicerin, п'єм. маленький стакан) — напій на основі кави, що з'явилася в Турині (Італія).
Напій подається в кав'ярнях Турина з XVIII століття.
У 1852 році про нього позитивно відгукувався Олександр Дюма.
У 2001 році бичерін був визнаний «традиційним продуктом П'ємонту» в офіційному бюлетені регіону П'ємонт.
Рецепт приготування:
- На водяній бані розтоплюють шоколад в молоці.
- Збивають вершки до стану рідкої піни.
- Варять каву.
- У прогрітий келих виливають гарячий шоколад.
- Зверху по лезу ножа наливають каву.
- Наливають збиті вершки.
- Іноді напій прикрашають шоколадною стружкою[3].

Кожен з інгредієнтів повинен займати третину склянки. Оскільки бічерін є багатошаровим напоєм, оцінити всю його візуальну красу можна тільки в прозорому посуді. Тому він подається в скляних товстостінних склянках, зазвичай з ручкою.